# Damara-Dikdik
Das Damara-Dikdik (Madoqua damarensis) ist eine Art der Dikdiks aus der Gruppe der Gazellenartigen. Sie kommt im nordwestlichen Namibia und im südwestlichen Angola vor und bewohnt dort trockene offene Wald- und Buschlandschaften. Im äußeren Erscheinungsbild ähneln die Tiere anderen Dikdiks, wodurch sie ein kleiner Kopf, langer Hals, kurzer Schwanz und lange Gliedmaßen charakterisieren. Typisch für Männchen sind kurze, spießartige Hörner. Als Artkennzeichen für das Damara-Dikdik können seine vergleichsweise großen Ausmaße, das graue Rückenfell und der helle vordere Rumpfabschnitt genannt werden. Die Lebensweise ist relativ gut untersucht. Die Tiere leben in Paaren und unterhalten jeweils ein Revier. Dessen Grenzen werden markiert und verteidigt. Als Nahrung dient weiche Pflanzenkost von Bäumen und Büschen, wobei während der Regenzeit auch Gräser einen Bestandteil bilden. Die Fortpflanzung erfolgt einmal jährlich, nach einer Tragzeit von rund 170 Tagen wird ein einzelnes Jungtier geboren. Die Aufzucht übernimmt ausschließlich das Muttertier. Das Damara-Dikdik wurde im Jahr 1880 wissenschaftlich beschrieben. Es galt aber in der zweiten Hälfte des 20. Jahrhunderts als Unterart des Kirk-Dikdiks, das im östlichen Afrika heimisch ist. In den 1990er Jahren deckten Chromosomenuntersuchungen auf, dass das Damara-Dikdik eine eigenständige Art darstellt. Seit Beginn des 21. Jahrhunderts wird es daher wieder unabhängig geführt. Zur Bestandsentwicklung liegen nur wenige Informationen vor.

## Merkmale

### Habitus

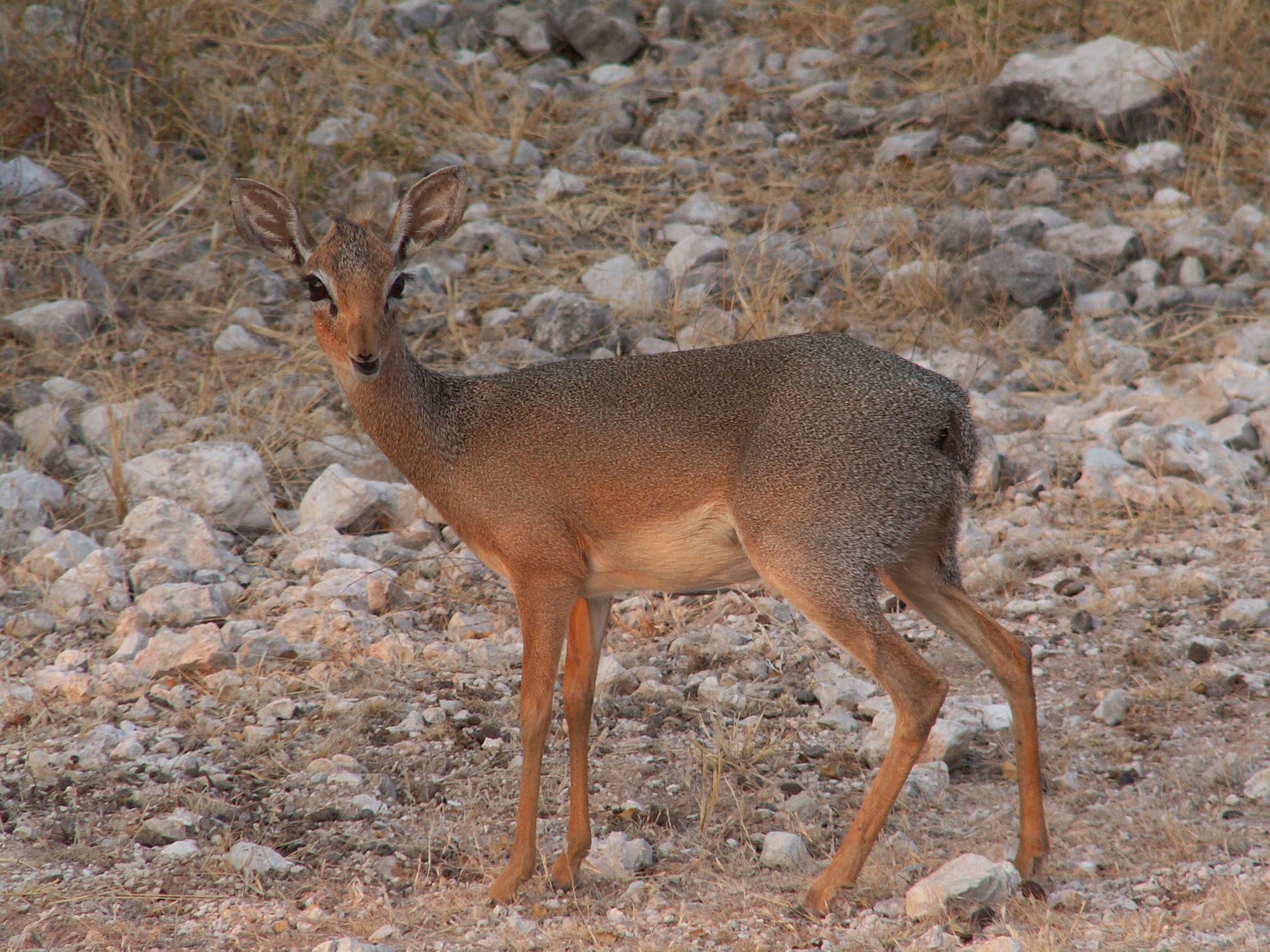
Damara-Dikdik, weibliches Individuum im Etosha-Nationalpark

Das Damara-Dikdik gehört zu den größeren Vertretern aus der Verwandtschaftsgruppe um das Kirk-Dikdik (Madoqua kirkii). Es ist in seinen Ausmaßen vergleichbar zum Cavendish-Dikdik (Madoqua cavendishi). Die Gesamtlänge variiert von 58 bis 71 cm, mit inbegriffen ist dabei ein 3,2 bis 5,6 cm langer Schwanz. Die Schulterhöhe reicht von 38 bis 43 cm. Das Gewicht liegt bei 4,6 bis 5,5 kg. Weibliche Tiere sind zumeist größer als männliche, der Unterschied ist markanter als bei den Verwandten in Ostafrika. Insgesamt ähnelt das Damara-Dikdik den anderen Angehörigen der Gattung. Es besitzt einen kleinen Kopf, einen langen Hals und lange, schlanke Gliedmaßen. Auffallend ist außerdem die vergrößerte rüsselartige Nase.
Die Fellfärbung gleicht dem Cavendish-Dikdik und ist am Rücken eher grau. Der vordere Abschnitt zeigt sich jedoch deutlich heller. Die einzelnen Haare werden hier 2,5 bis 3,0 cm lang, etwas kürzer im Bereich des Halses. Sie haben weißliche bis fahlgelbliche Schaftringe, während die Spitzen schwärzlich sind, was den gesprenkelten Fellcharakter hervorruft. Die hinteren Abschnitte der Hinterbeine sind heller als die seitlichen. Dagegen heben sich der Bauch und die Beininnenseiten weißlich hervor. Die Füße tragen schwärzliche Hufe mit gummiartigen Schwielen an der Unter- und Hinterseite, welche den felsigen Untergrund ausgleichen. Abweichend von anderen Dikdiks fehlen dem Damara-Dikdik die Zwischenzehendrüsen, allerdings besteht dort noch eine markante Hautfalte. Die Hinterfußlänge reicht von 18,8 bis 21,6 cm.
Im Gesicht und auf der Stirn dominieren hell-rostbraune Farbtöne. Die einzelnen Haare erreichen Längen bis zu 4,5 cm und haben eine orange-braune Färbung. Sie liegen im Normalfall flach an, richten sich aber bei Erregung zu einem kleinen Kamm auf, der dann längs über die Stirn reicht. Die Ohren, die 7,8 bis 8,6 cm lang werden, zeigen sich auf der Rückseite rostbraun-gelblich, die Ränder sind dunkel und die Innenseiten hell gelblich weiß. Die Augen umgibt ein weißlicher Ring. Er fasst die dunkle, mondsichelartig geschlitzte Voraugendrüse mit ein, die bei männlichen Tieren größer ist als bei weiblichen. Wie bei allen Dikdiks verfügen nur die Männchen über kurze, spießartige Hörner, deren Länge bei 7,7 bis 8,8 cm liegt. Sie erheben sich oberhalb der Augen und sind rückwärts orientiert, wobei sie sich nur leicht aus der Ebene der Stirnlinie heben. Zur Spitze krümmen sie sich leicht nach vorn, der Abstand der Spitzen zueinander beträgt 3,7 bis 5,2 cm. Die Basis, die etwa 4,0 cm misst, ist wie bei den Dikdiks üblich kräftig geringelt. Insgesamt sind die Hörner dunkel gefärbt.

### Schädel- und Gebissmerkmale
Die Schädellänge beträgt 10,5 bis 12,0 cm. Im Bau ähnelt der Schädel dem der anderen Dikdiks. Der hintere Hirnschädel ist deutlich gewinkelt, die Seitenflächen weiten sich nach vorn. Die auf dem Schädeldach verlaufenden Knochenrippeln stehen weit auseinander. Die Tränengruben sind vergrößert und geben so Platz für die Voraugendrüse. Ebenso ist der Naseninnenraum voluminös, um die vergrößerte rüsselartige Nase aufzunehmen, was aber verhältnismäßig nicht ganz so deutlich ausfällt wie beim Cavendish-Dikdik. Dadurch zeigt sich das Nasenbein jedoch charakteristisch verkürzt. Das Gebiss setzt sich aus 32 Zähnen zusammen, die Zahnformel lautet: {\displaystyle {\frac {0.0.3.3}{3.1.3.3}}}. Typischerweise kommt auf dem letzten unteren Molar eine kleine dritte Leiste vor, was ein Kennzeichen für die Verwandten des Kirk-Dikdiks bildet. Generell ist der vordere untere Schneidezahn moderat groß, die Backenzähne besitzen hohe (hypsodonte) Zahnkronen. Die Länge der oberen Zahnreihe variiert von 3,5 bis 4,1 cm.

## Verbreitung und Lebensraum

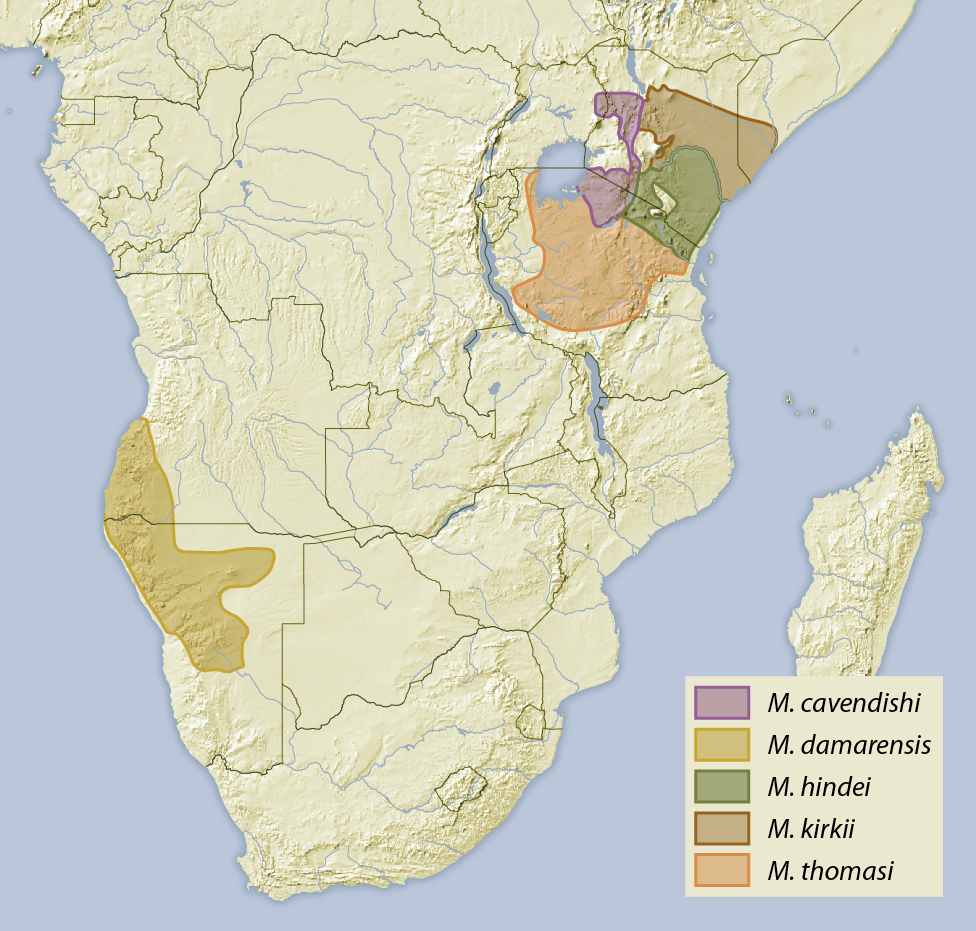
Verbreitungsgebiet des Kirk-Dikdik-Artkomplexes, das Vorkommen des Damara-Dikdiks ist gelb markiert

Das Damara-Dikdik ist im südwestlichen Afrika heimisch. Es kommt im nördlichen und nordwestlichen Namibia vor, hauptsächlich im Kaokoland ostwärts bis Grootfontein und westwärts bis zu den Ausläufern der Namib etwa 45 km landein von der Atlantikküste. Die südliche Verbreitungsgrenze verläuft etwa im Bereich der Brukkaros-Berge. Nach Norden reicht der Lebensraum bis in das südwestliche Angola ungefähr bis auf Höhe von Lobito. Von den Verbreitungsgebieten der übrigen Dikdiks im östlichen und nordöstlichen Afrika ist das Damara-Dikdik rund 2000 km getrennt. Die Tiere bevorzugen trockene und offene Wald- sowie Buschlandschaften mit steinigem Untergrund und geringem Grasbewuchs. Die jährlichen Niederschläge liegen bei 75 bis 500 mm. In deutlich trockeneren Regionen hält sich das Damara-Dikdik häufiger in Flussniederungen auf. Mitunter sind die Habitate fleckenhaft verteilt wie etwa am Fischfluss.

## Lebensweise

### Territorialverhalten

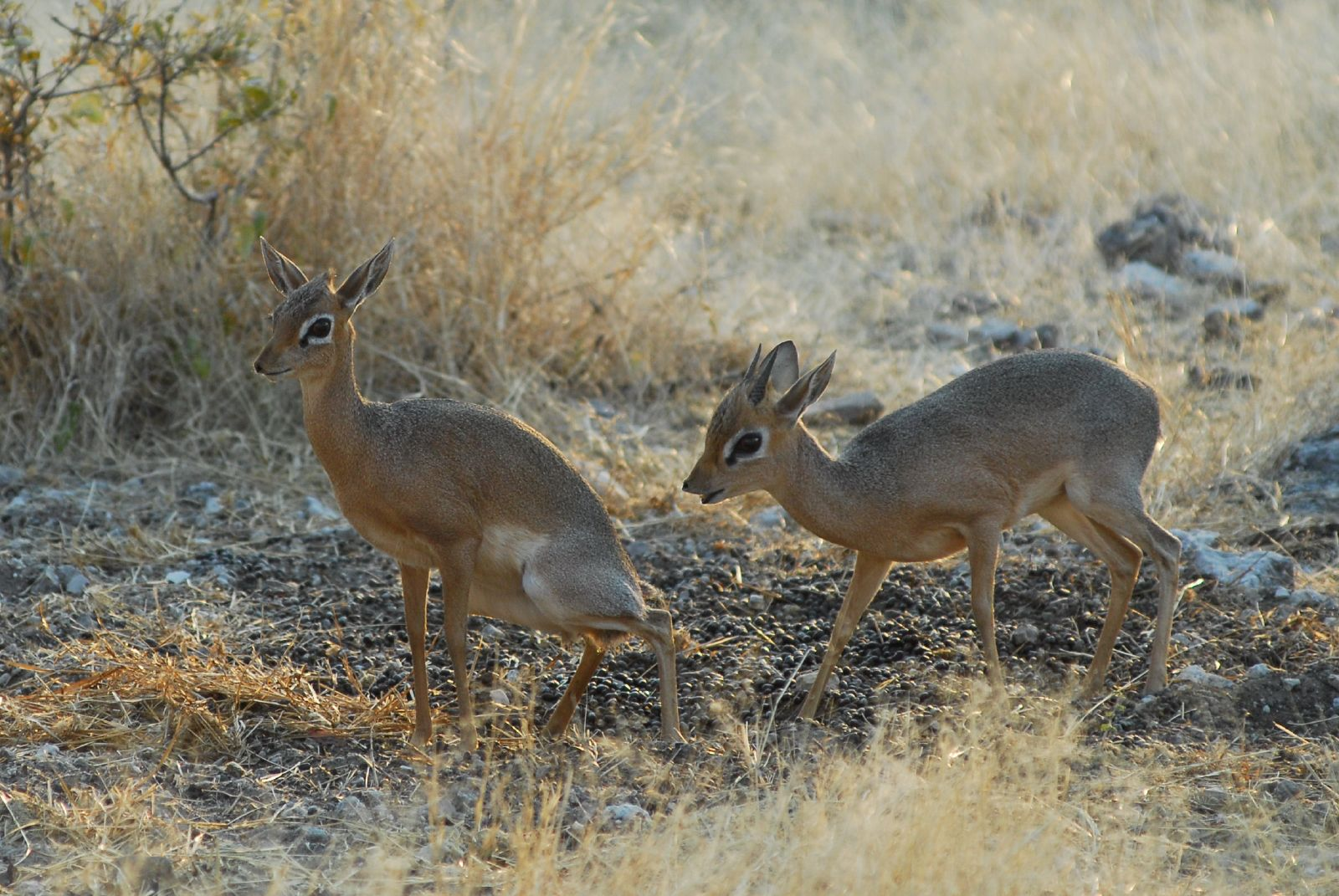
Paar des Damara-Dikdiks

Die Lebensweise des Damara-Dikdiks ist im Vergleich zu anderen Vertretern aus dem Verwandtschaftskreis des Kirk-Dikdiks (Madoqua kirkii) relativ gut untersucht. Es ist überwiegend dämmerungs- und nachtaktiv mit nur wenigen täglichen Aktivitäten, die vor allem in der heißen Jahreszeit stark zurückgehen. Die Tiere leben in monogamen Paaren, bei hoher Populationsdichte bilden sich unter Umständen vorübergehend polygame Gruppen aus. Nach Beobachtungen in Namutoni im Etosha-Nationalpark entfallen von 323 Sichtungen des Damara-Diksdiks rund 47 % auf Paare mit oder ohne Nachwuchs. Hinzu kommen einzelne ausgewachsene Individuen in Begleitung mit Jungtieren. Der Rest umfasst solitäre männliche und weibliche Tiere, die teils nicht vollständig ausgewachsen sind. Einzelne Männchen durchwandern in der Regel eine Region auf der Suche nach einer Partnerin. Der Populationsaustausch in einer Region ist sehr hoch. In Namutoni verschwanden nach Untersuchungen über einen Zeitraum von zwei Jahren gut 72 % aller registrierten Individuen, davon 69 % der Weibchen und 85 % der Männchen. Möglicherweise geht dies auf den individuellen Tod zurück. Die enge Bindung der Familiengruppen ist auch anhand von DNA-Untersuchungen nachvollziehbar. Sie ergaben, dass die Nachkommen in allen analysierten Fällen direkt mit den Elterntieren verwandt und dadurch weder väter- noch mütterlicherseits Paarungsversuche außerhalb der Familiengruppe erkennbar waren. Beobachtungen zufolge allerdings nutzen Männchen, bei vorhandener Gelegenheit, auch die Möglichkeit, sich außerhalb der eigenen Familiengruppe fortzupflanzen. Im Fall des Todes eines Partners erfolgt der Ersatz bei verstorbenen Männchen relativ schnell und dauert nur zwei bis drei Tage, bei verstorbenen Weibchen kann bis zu einem Monat vergehen. Bemerkenswerterweise kommt es nicht zu einem Infantizid durch einen neuen männlichen Partner.
Die Tiere sind stark territorial. Jedes Paar unterhält ein Revier, dessen Größe zwischen 0,3 und 12 ha schwankt. Die Größe ist nur bedingt abhängig vom Vegetationsstand und damit der Verfügbarkeit von Ressourcen. Die Grenzen werden durch Sekretabsetzungen mittels der Voraugendrüsen angezeigt, was bei Männchen mit 19 Markierungen je Stunde dreimal häufiger geschieht als bei Weibchen. Zusätzliche Duftmarken setzen die Tiere innerhalb ihres Territoriums. Zum Defäzieren nutzen sie bestimmte Latrinen. An Reviergrenzen zu benachbarten Paaren, wo die jeweiligen Halter die gleichen Plätze aufsuchen, können so im Laufe der Zeit Haufen von 2 m Durchmesser und 10 cm Höhe entstehen. Mitunter überdeckt das Damara-Dikdik auch die Fäkalien anderer Antilopen sowie von Elefanten und Nashörnern. Gemeinsame Aktivitäten der Partner beschränken sich auf rund 64 % der Tageszeit. Sie gehen während der trocken-heißen Jahreszeit zurück, womit womöglich Nahrungskonkurrenz vermieden wird. Die Distanzen zueinander belaufen sich auf durchschnittlich 7 m, männliche und weibliche Tiere kommen sich lediglich in der Ruhephase näher. Die Abstände zueinander schrumpfen aber während der Östrus-Phase der Weibchen auf rund 3 m. Das Männchen begleitet dann das Weibchen und verschleiert auch dessen Duftmarken mit seinen eigenen. Teilweise verhält sich das Männchen deutlich aggressiver gegenüber dem Weibchen. Insbesondere wenn der weibliche Partner das gemeinsame Territorium verlässt, versucht der männliche diesen wieder zurückzutreiben.
Größere Wanderungen finden überwiegend während der Regenzeit statt, die durch intensives Graswachstum verursacht werden. Bei Grasständen von mehr als 60 cm, die somit die Körperhöhe der Tiere übertreffen, suchen sie offenerer Gebiete auf. In Gefahr und Erregung richtet sich der Haarkamm auf der Stirn auf. Bedrohte Tiere fliehen mit vier oder fünf kräftigen Prellsprüngen, begleitet von einem lauten Pfeifen, das etwa nach „dsig-dsig“ klingt. Ein weiterer Pfeifton, erzeugt durch die Nasenlöcher, dient der Lautkommunikation untereinander. Daneben sind ein Trällern als Warnruf, ein Blöken als Fluchtruf sowie ein Schreien als Ausdruck von Schmerz bekannt.

### Ernährung
Die überwiegende Nahrung des Damara-Dikdiks besteht aus weicher Pflanzenkost (browsing) wie Blätter und Blüten von Bäumen und Sträuchern. Die Nahrung wird von den Pflanzen direkt oder als Laubfall vom Erdboden gefressen. Häufig bevorzugt werden nach Untersuchungen in Namutoni verschiedene Akaziengewächse und Vertreter der Gattung Spirostachys, welche das Damara-Dikdik ausgiebig beweidet. Außerdem sind unter anderem Albizia, Commiphora, Croton und Rhus von Bedeutung. Daneben fressen die Tiere Früchte, etwa Feigen oder jene des Zahnbürstenbaums. Die Bäume und Sträucher sind sowohl während der Regen- als auch der Trockenzeit von Bedeutung. In der feuchten Jahreszeit erweitern Gräser und Kräuter das Nahrungsspektrum. Erstere werden durch Süßgräser wie Enneapogon oder Borstenhirsen und Klettengräser vertreten, letztere durch Tagblumen, Prunkwinden und Gänsefüße. Insgesamt konsumiert das Damara-Dikdik 32 verschiedene Pflanzenarten in der Regen- und 22 in der Trockenzeit.
Üblicherweise frisst das Damara-Dikdik in den Stunden der Morgen- und Abenddämmerung. Durchschnittlich beansprucht die Nahrungsaufnahme 2,1 bis 2,7 Stunden. Während der Mittagshitze ruhen die Tiere und käuen wieder. Die Länge der mittäglichen Ruhephase wird von den Umgebungstemperaturen gesteuert. Sie ist in der trocken-heißen Jahresphase (September bis Dezember) länger als in der trocken kühleren (Mai bis August). Die bewegliche Nase dient nicht der Nahrungsaufnahme, kann aber den Geruch der Pflanzen auffangen. Häufig findet sich das Damara-Dikdik in Assoziation mit anderen, großen Huftieren wie dem Sambesi-Großkudu oder dem Steppenzebra. Während der Sambesi-Großkudu ähnliche Nahrungspflanzen nutzt wie das Damara-Dikdik, aufgrund seiner Größe aber in höheren Astbereichen frisst, hält das Steppenzebra die Grasdecke niedrig. In beiden Fällen profitiert das Damara-Dikdik von diesen Arten, die so die Nahrungsressourcen für die kleine Antilope verfügbar halten. Bei schwer erreichbaren Pflanzenteilen richten sich die Tiere auf den Hinterbeinen auf, mit den Vorderbeinen gegen die Bäume oder Büsche gestützt. In der Regel nimmt das Damara-Dikdik die benötigte Flüssigkeit über die Nahrung auf. Vor allem in der Trockenzeit gehen die Tiere daher sehr selektiv bei der Auswahl der Pflanzen vor. Mitunter fressen sie dann auch Pflanzen oder Pflanzenteile wie die eher faserhaltigen Zweige und Wurzeln, die sie im übrigen Jahr weitgehend meiden. Teilweise suchen sie auch Wasserstellen auf.

### Fortpflanzung
Die Fortpflanzung beschränkt sich beim Damara-Dikdik auf eine Hauptphase im Jahr, abweichend von den ostafrikanischen Verwandten mit häufig zwei Phasen. Männchen nähern sich ihren paarungsbereiten weiblichen Partnern mit steifen Gliedmaßen, niedrig gehaltenem Kopf, nach vorn orientierter Nase und aufgerichtetem Haarkamm. Weibchen wiederum kriechen und halten ihren Schwanz aufrecht. Gelegentlich kommt es während der Paarungszeit zum Eindringen fremder Männchen in ein Territorium. Dieses wird dann vom männlichen Halter teils erbittert bekämpft. Die Tragzeit währt 166 bis 174 Tage. Das zumeist einzelne Jungtier kommt zwischen Dezember und April zur Welt, kulminiert zwischen Februar und März. Die Geburten fallen in die feucht-warme Regenzeit. Die ersten drei Wochen bleibt der Nachwuchs versteckt, danach begleitet er die Elterntiere, das Vatertier beteiligt sich allerdings weder an der Aufzucht noch der Fürsorge. Die Saugphase endet nach vier Monaten. Weiblicher Nachwuchs verlässt mit rund sieben, männlicher mit elf Monaten die Familiengruppe. Sofern keine eigenen Territorien zur Verfügung stehen, können Jungtiere bis zu zwanzig Monaten bei den Elterntieren bleiben.

### Fressfeinde und Parasiten
Als Fressfeinde des Damara-Dikdiks sind der Leopard und der Karakal nachgewiesen, gelegentlich erlegen auch der Gepard und die Schabrackenhyäne einzelne Tiere. Es wurden bisher nur wenige Parasiten identifiziert. Zu den äußeren gehören Fliegen wie der Wadenstecher Stomoxys oder Bremsen wie Phololiche. Innere Schmarotzer können mit Bandwürmern, Fadenwürmern wie Haemonchus und Spulwürmern genannt werden.

## Systematik
Das Damara-Dikdik ist eine Art aus der Gattung der Dikdiks (Madoqua) und der Familie der Hornträger (Bovidae). Die Gattung wird innerhalb der Familie zur Unterfamilie der Antilopinae geordnet und formt hierin einen Teil der Tribus der Gazellenartigen (Antilopini). Als nächste Verwandte der Dikdiks gelten die Beira und die Arten der Gattung Raphicerus. Die drei Gattungen können daher auch zur Untertribus der Raphicerina zusammengefasst werden. Die Dikdiks repräsentieren kleine Antilopen, die im östlichen und südwestlichen Afrika auftreten. Sie stellen eine homogene Gruppe dar, waren ursprünglich aber in zwei Gattungen unterteilt. Heute werden diese jedoch als Untergattungen angesehen. Die Untergattung Madoqua gruppiert sich um das Eritrea-Dikdik (Madoqua saltiana), bei der Untergattung Rhynchotragus bildet das Kirk-Dikdik (Madoqua kirkii) die zentrale Form. Im Unterschied zu letzterer Gruppe verfügt erstere über einen längeren Mittelkieferknochen und längere Nasenbeine sowie einen kleineren Naseninnenraum. Des Weiteren fehlt ihren Angehörigen die dritte Leiste am letzten unteren Mahlzahn, durch die sich die Rhynchotragus-Formen charakterisieren. Darüber hinaus sind die Vertreter der Rhynchotragus-Gruppe etwas größer als die der Madoqua-Gruppe. Die Tiere haben sich an trockene Klimaverhältnisse angepasst. Als Hinweis darauf lässt sich die Gestaltung der Nase als sehr flexibles, bewegliches Organ heranziehen, etwa vergleichbar zu der Saiga-Antilope. Den anatomischen Gegebenheiten der vorderen Schnauze entsprechend ist die rüsselartige Nase bei Rhynchotragus deutlicher ausgeprägt. Genetischen Analysen zufolge spalteten sich beide Linien im Übergang vom Miozän zum Pliozän vor rund 5 Millionen Jahren voneinander ab.

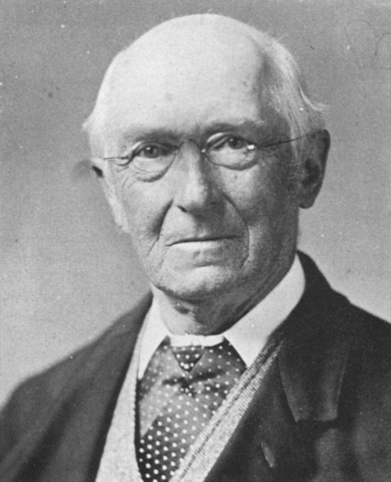
Albert Günther

Die wissenschaftliche Erstbeschreibung des Damara-Dikdiks wurde im Jahr 1880 von Albert Günther vorgelegt. Günther verwendete hierbei ein männliches Individuum, das ihm von Roland Trimen, damals Kurator des Iziko South African Museum via Philip Lutley Sclater übermittelt worden war. Das Tier selbst hatte Axel Wilhelm Eriksson in Damaraland erlegt. Die Ortsherkunft Damaraland, auf die sich auch das Artepitheton bezieht, gilt heute als Typusregion für die Art. In der Erstbeschreibung verwies Günther auf die starken Ähnlichkeiten im äußeren Erscheinungsbild mit dem Eritrea-Dikdik, stellte im Schädelbau aber Unterschiede fest. Diese verbanden das Damara-Dikdik näher mit dem Kirk-Dikdik, das Günther im gleichen Aufsatz ebenfalls wissenschaftlich benannt hatte. Alle drei Arten ordnete er der Gattung Neotragus zu, die heute allerdings dem Kleinstböckchen vorbehalten ist. Die Eingliederung in die Gattung Madoqua, welche bereits 1837 von William Ogilby definiert worden war, erfolgte erst im Jahr 1894 durch Oldfield Thomas. Rund elf Jahre später etablierte Oscar Neumann die Gattung Rhynchotragus, in die er alle Dikdiks mit einer dritten Leiste auf dem hintersten unteren Mahlzahn einsortierte.
William Frank Harding Ansell vereinte in der zweiten Hälfte des 20. Jahrhunderts alle bis zu diesem Zeitpunkt häufig als eigenständig anerkannten Formen der Untergattung Rhynchotragus in zwei großen Arten: das Kirk-Dikdik und das Günther-Dikdik (Madoqua guenther). Ersterem wurde durch diese Revision neben dem Damara-Dikdik auch das Thomas-Dikdik (Madoqua thomasi), das Cavendish-Dikdik (Madoqua cavendishi) und das Hinde-Dikdik (Madoqua hindei) als Unterarten zugeschlagen. Durch die Einbindung der genannten Vertreter in das Kirk-Dikdik entstand eine Metapopulation mit größerer morphologischer Variation und weiter räumlicher Verbreitung. Jedoch verwiesen bereits zum Ende des 20. Jahrhunderts mehrere Systematiken darauf hin, dass das Kirk-Dikdik im weiteren Sinne möglicherweise aus mehr als einer Art besteht. Auf diesen Umstand wurden Wissenschaftler durch Zuchtversuche bei Zootieren aufmerksam, bei denen sich die männlichen Nachkommen gekreuzter Individuen als unfruchtbar herausstellten. Cytogenetische Untersuchungen erbrachten dann spätestens ab den 1980er Jahren weitere Hinweise. Durch diese ließen sich insgesamt vier verschiedene Karyotypen beim Kirk-Dikdik im weiteren Sinne herausarbeiten. Beim Damara-Dikdik ergab sich laut den Studien ein diploider Chromosomensatz von 2n = 48 und eine fundamentale Anzahl von 50 (Anzahl der Arme der Autosomen). Dies unterscheidet sich deutlich von den ostafrikanischen Dikdiks der näheren Verwandtschaft wie dem eigentlichen Kirk-Dikdik (Chromosomensatz 2n = 46, fundamentale Anzahl = 48), dem Thomas-Dikdik (Chromosomensatz 2n = 48, fundamentale Anzahl = 52) oder dem Cavendish-Dikdik (Chromosomensatz 2n = 46–47, fundamentale Anzahl 56–59). Für einige Autoren war dies ausschlaggebend, das Kirk-Dikdik im weiteren Sinne als Artenschwarm anzusehen. In einer Revision der Huftiere aus dem Jahr 2011 teilten Colin P. Groves und Peter Grubb daraufhin das Kirk-Dikdik in mehrere Arten auf. Das Damara-Dikdik erhielt in diesem Zuge seinen eigenständigen Artstatus zurück.

## Bedrohung und Schutz
Das Damara-Dikdik wird von der IUCN nicht als eigenständig erfasst, sondern dem Kirk-Dikdik zugewiesen. Dessen Gesamtbestand schätzt die Naturschutzorganisation als „nicht gefährdet“ (least concern) ein. Die Art ist in mehreren Naturschutzgebieten präsent, darunter der Etosha-Nationalpark und der Waterberg-Nationalpark. Die Populationsgröße beträgt möglicherweise rund 15.000 Individuen, schätzungsweise 11.000 Tiere leben auf privatem Farmland. Teilweise werden sie in gewissem Umfang von den lokalen Khoisan-Bevölkerungsgruppen gejagt.